# Abraham Lake Nature Reserve

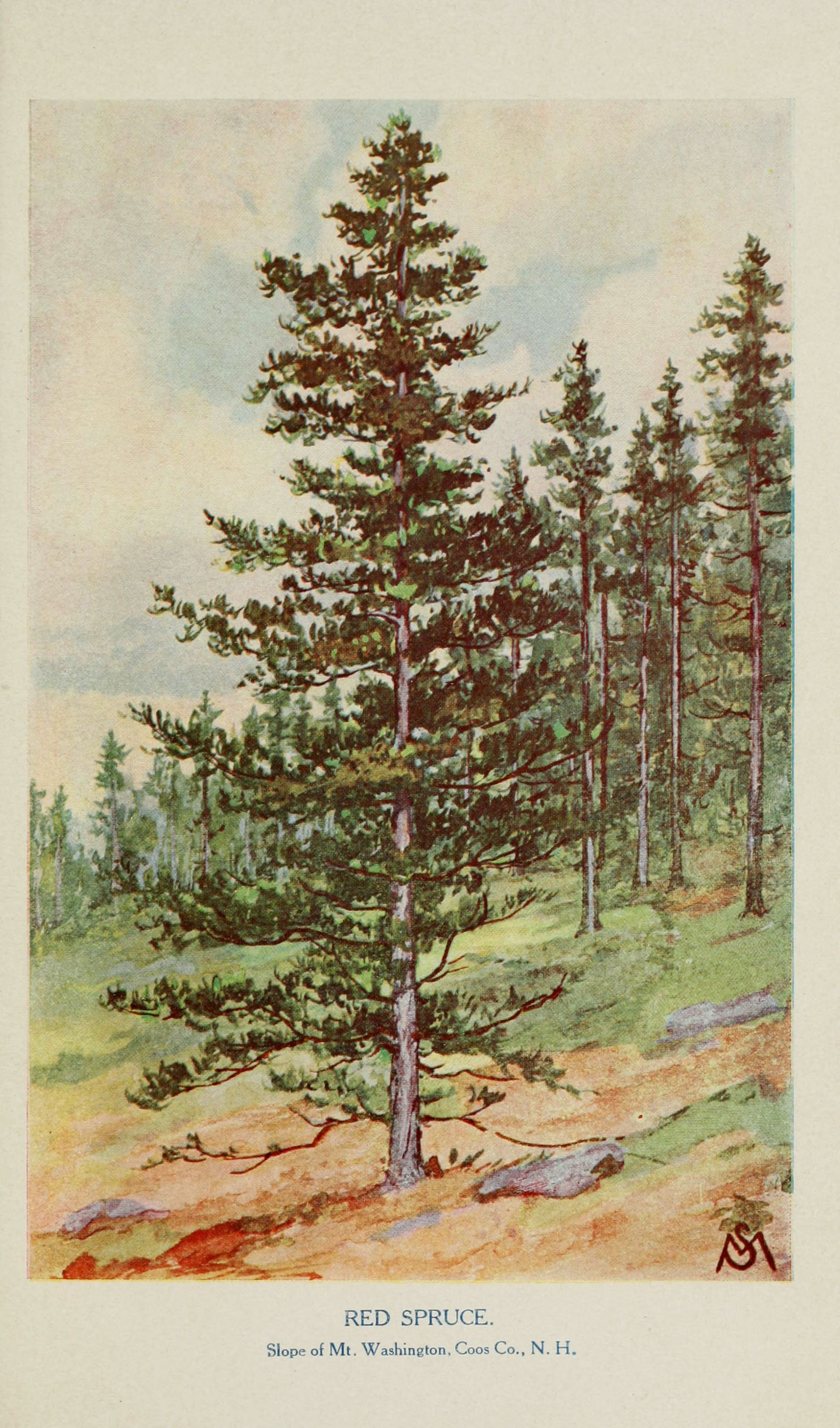
Świerk czerwony

Abraham Lake Nature Reserve – prowincjonalny rezerwat przyrody (provincial nature reserve) w kanadyjskiej Nowej Szkocji, w hrabstwie Halifax, na południe od jeziora Governor Lake, utworzony 24 lipca 2006, o powierzchni 383 ha (wraz z terenem jeziora Abraham Lake – 127 ha), dla ochrony starego drzewostanu (wiek do 200 lat i 30 m wysokości) świerka czerwonego. Obszar chroniony jest zarządzany przez właściciela gruntu, którym od 1993 i 1995 (momentu przekazania przez dotychczasowego – od 1971 – właściciela, przedsiębiorstwa Scott Worldwide) jest Nature Conservancy of Canada, oraz przez władze Nowej Szkocji, współcześnie zagrożony jest przez kornikowate.